# Cyrtopogon tenuis
Cyrtopogon tenuis là một loài ruồi trong họ Asilidae. Cyrtopogon tenuis được Bromley miêu tả năm 1924. Loài này phân bố ở vùng Tân Bắc giới.